# Motike, Banjaluka
Motike so naselje v mestu Banjaluka, Bosna in Hercegovina. 

## Deli naselja
Gornje Motike, Josipovići, Kneževići, Kolabići, Ljevari, Marići, Motike, Podkućnice, Pustahije, Šumari, Vasići in Žišci.

## Prebivalstvo
| Pregled števila prebivalcev po letih | Pregled števila prebivalcev po letih | Pregled števila prebivalcev po letih | Pregled števila prebivalcev po letih | Pregled števila prebivalcev po letih | Pregled števila prebivalcev po letih |
| ------------------------------------ | ------------------------------------ | ------------------------------------ | ------------------------------------ | ------------------------------------ | ------------------------------------ |
| 1948                                 | 1953                                 | 1961                                 | 1971                                 | 1981                                 | 1991                                 |
| -                                    | -                                    | 1.599                                | 1.500                                | 1.830                                | 2.009                                |

| Narodna sestava prebivalstva po letih                                                                                            | Narodna sestava prebivalstva po letih                                                                                               | Narodna sestava prebivalstva po letih                                                                                              |
| --- | --- | --- |
| 1971 | 1981 | 1991 |
| . skupaj: 1.500 Hrvati 951 (63,40 %) Srbi 525 (35,00 %) Muslimani 0 (0,00 %) Jugoslovani 17 (1,13 %) drugi in neznano 7 (0,46 %) | . skupaj: 1.830 Hrvati 1.047 (57,21 %) Srbi 675 (36,88 %) Muslimani 1 (0,05 %) Jugoslovani 44 (2,40 %) drugi in neznano 63 (3,44 %) | . skupaj: 2.009 Hrvati 944 (46,98 %) Srbi 941 (46,83 %) Muslimani 10 (0,49 %) Jugoslovani 80 (3,98 %) drugi in neznano 34 (1,69 %) |